# لیسا-ماریا سنک
لیسا-ماریا سنک (انگلیسی: Liisa-Maria Sneck؛ زادهٔ ۱۰ نوامبر ۱۹۶۸) بازیکن هاکی روی یخ اهل فنلاند است.